# Neri Vikarsson
Neri Vikarsson, según la saga de Gautrek, fue un caudillo vikingo, jarl de Oppland, Noruega, territorio que le concedió en vida su padre, Vikar de Hordaland.
A la muerte del rey Vikar, Neri y su hermano Harald, rey de Telemark, se repartieron de mutuo acuerdo las posesiones de su padre. Neri se convirtió en jarl de Telemark y Uplands, mientras Harald mantuvo Agder y Hordaland.